# GNU Lesser General Public License
GNU Lesser General Public License (forkortes ofte LGPL) er en softwarelicens, der er en variant af GPL. Licensen er udarbejdet af Free Software Foundation til brug i GNU-projektet. Forskellen mellem de to licenser er, at LGPL er beregnet til programmoduler i stedet for hele programmer. Et programmodul der er udgivet som LGPL, må bruges af programmer der ikke udgives som GPL eller LGPL.
Det sker at hele programmer udgives som LGPL for at undgå de meget strenge krav i GPL.
Baggrunden for LGPL er som for GPL at give brugeren en række friheder og sikre, at disse friheder også er gælder for afledte værker. Den slags licenser kaldes for Copyleft. LGPL giver også frihed til at vælge en anden licens for det program, der bruger et modul under LGPL.